# Còlit formiguer d'Arnott
El còlit formiguer d'Arnott (Myrmecocichla arnotti) és una espècie d'ocell de la família dels muscicàpids (Muscicapidae) pròpia de l'Àfrica central i oriental. Es troba des de Ruanda i Àngola fins a Sud-àfrica. Habita les sabanes. Es troba principalment a les sabanes boscoses de miombo i mopane. També es troba en densitats menors en altres classes de boscos oberts amb poca coberta herbàcia. El seu estat de conservació es considera de risc mínim.

## Taxonomia
L'espècie va ser descrita científicament el 1869 per l'ornitòleg anglès Henry Baker Tristram, a partir d'un espècimen recol·lectat a les cascades Victòria (a l'actual Zimbàbue). Tristram va escriure que el nom específic commemorava el seu recol·lector, un tal Mr. Arnott, que en realitat es deia David Arnot (1822-1894) i era un advocat sud-africà.
Segons la llista mundial d'ocells del Congrés Ornitològic Internacional (versió 12.1, gener 2022) el tàxon Myrmecocichla collaris té la categoria d'espècie. Tanmateix, altres obres taxonòmiques, com el Handook of the Birds of the World i la quarta versió de la BirdLife International Checklist of the birds of the world (desembre 2019), el consideren encara una subespècie del còlit formiguer d'Arnott (M. arnotti collaris).